# Книшин-Замек
Книшин-Замек (пол. Knyszyn-Zamek) — село в Польщі, у гміні Книшин Монецького повіту Підляського воєводства.
Населення — 337 осіб (2011).
У 1975-1998 роках село належало до Білостоцького воєводства.

## Демографія
Демографічна структура станом на 31 березня 2011 року:
|          | Загалом | Допрацездатний вік | Працездатний вік | Постпрацездатний вік |
| -------- | ------- | ------------------ | ---------------- | -------------------- |
| Чоловіки | 179     | 38                 | 126              | 15                   |
| Жінки    | 158     | 32                 | 102              | 24                   |
| Разом    | 337     | 70                 | 228              | 39                   |